# قاباخ تبة
قاباخ‌ تبة هي قرية في مقاطعة سلماس، إيران. يقدر عدد سكانها بـ 111 نسمة بحسب إحصاء 2016.